# Kanawyers
Kanawyers es un área no incorporada ubicada en el condado de Fresno en el estado estadounidense de California.

## Geografía
Kanawyers se encuentra ubicada en las coordenadas 36°47′43″N 118°35′5″O / 36.79528, -118.58472.